# Украјина на Светском првенству у атлетици у дворани 2012.
Украјина је учествовала на Светском првенству у атлетици у дворани 2012. одржаном у Истанбулу од 9. до 11. марта десети пут, односно учествовала је под данашњим именом на свим првенствима од 1993. до данас. Репрезентацију Украјине представљало је 25 такмичара (8 мушкарца и 17 жена), који су се такмичили у 17 дисциплина (5 мушких и 12 женских).
На овом првенству Украјина је по броју освојених медаља заузела 6. место са освојене три медаље (једна златна и две сребрне). У табели успешности према броју и пласману такмичара који су учествовали у финалним такмичењима (првих 8 такмичара) Украјина је са четири учесника у финалу делила 10. место са 24 бода. Поред тога остварени су: један светски рекорд, један рекорд светских првенстава, два национална рекорда, два национална резултата сезоне, четири лична рекорда и шест лична резултата сезоне.
| Плас. | Земља    | 1. место | 2. место | 3. место | 4. место | 5. место | 6. место | 7. место | 8. место | Бр. финал. | Бод. |
| ----- | -------- | -------- | -------- | -------- | -------- | -------- | -------- | -------- | -------- | ---------- | ---- |
| 10.   | Украјина | 1        | 2        | 0        | 0        | 0        | 0        | 1        | 0        | 4          | 24   |

## Учесници
| Мушкарци: - Олександар Борисјук — 1.500 м - Михајло Книш — 4 х 400 м - Владимир Бураков — 4 х 400 м - Дмитрија Бикулов — 4 х 400 м - Јевген Гуцол — 4 х 400 м - Андриј Проценко — Скок увис - Шериф ел Шериф — Троскок - Олексеј Касјанов — Седмобој | Жене: - Викторија Пјатаченко — 60 м - Наталија Пигида — 400 м, 4 х 400 м - Наталија Лупу — 800 м - Анжелика Шевченко — 1.500 м - Паула Гонзалес — 3.000 м - Свитлана Шмит — 3.000 м - Јелисавета Бризгина — 4 х 400 м - Јулија Олишевска — 4 х 400 м - Олга Земљак — 4 х 400 м - Оксана Окуњева — Скок увис - Хана Шелех — Скок мотком - Inna Ahkozova — Скок удаљ - Ана Књазјева-Миненко — Троскок - Руслана Цихотска — Троскок - Галина Облешчук — Бацање кугле - Хана Мељниченко — Петобој - Наталија Добринска — Петобој |  |

## Освајачи медаља (3)

### Злато (1)
- Наталија Добринска — Петобој

### Сребро (2)
- Олексеј Касјанов — Седмобој
- Наталија Лупу — 800 м

## Резултати

### Мушкарци
| Атлетичар           | Дисциплина | Лични рекорд | Квалификације | Квалификације | Финале                | Финале       | Детаљи |
| Атлетичар           | Дисциплина | Лични рекорд | Резултат      | Место         | Резултат              | Место        | Детаљи |
| ------------------- | ---------- | ------------ | ------------- | ------------- | --------------------- | ------------ | ------ |
| Олександар Борисјук | 1.500 м    | 3:39,72      | 3:44,28       | 8. у гр. 1    | Нису се квалификовали | 15 / 23      |        |
| Михајло Книш        | 4 х 400 м  | 3:09,46 НР   | 3:08,92 НР    | 5. у гр. 2    | Нису се квалификовали | 7 / 11 (12)  |        |
| Владимир Бураков    | 4 х 400 м  | 3:09,46 НР   | 3:08,92 НР    |               | Нису се квалификовали | 7 / 11 (12)  |        |
| Дмитрија Бикулов    | 4 х 400 м  | 3:09,46 НР   | 3:08,92 НР    |               | Нису се квалификовали | 7 / 11 (12)  |        |
| Јевген Гуцол        | 4 х 400 м  | 3:09,46 НР   | 3:08,92 НР    |               | Нису се квалификовали | 7 / 11 (12)  |        |
| Андриј Проценко     | Скок увис  | 2,31         | 2,22          | 15.           | Нису се квалификовали | 15 / 19      |        |
| Шериф ел Шериф      | Троскок    | 16,81        | 16,25         | 12.           | Нису се квалификовали | 12 / 13 (14) |        |

Седмобој
| Дисциплина   | Олексеј Касјанов | Олексеј Касјанов | Олексеј Касјанов | Олексеј Касјанов | Олексеј Касјанов | Олексеј Касјанов |
| Дисциплина   | Лич. рек.        | Резултат         | Бод.             | Плас.            | Укупно           | Плас.            |
| ------------ | ---------------- | ---------------- | ---------------- | ---------------- | ---------------- | ---------------- |
| 60 м         | 6,83             | 6,87             | 929              | 2                |                  |                  |
| Скок удаљ    | 8,04             | 7,68             | 980              | 2                | 1.909            | 2.               |
| Бацање кугле | 15,38            | 15,24            | 804              | 1                | 2.713            | 2.               |
| Скок увис    | 2,06             | 1,97             | 776              | 6                | 3.489            | 2.               |
| 60 м препоне | 7,92             | 8,39             | 886              | 7                | 4.375            | 2.               |
| Скок мотком  | 4,80             | 4,80 ЛРС         | 849              | 4                | 5.224            | 2.               |
| 1.000 м      |                  | 2:42,41 НР       | 880              | 3                |                  |                  |
| Седмобој     | 6.254 НР         |                  |                  |                  | 6.071            |                  |

### Жене
| Атлетичарка          | Дисциплина   | Лични рекорд | Квалификације  | Квалификације    | Полуфинале            | Полуфинале            | Финале                       | Финале                       | Детаљи |
| Атлетичарка          | Дисциплина   | Лични рекорд | Резултат       | Место            | Резултат              | Место                 | Резултат                     | Место                        | Детаљи |
| -------------------- | ------------ | ------------ | -------------- | ---------------- | --------------------- | --------------------- | ---------------------------- | ---------------------------- | ------ |
| Викторија Пјатаченко | 60 м         | 7,31         | 7,43 кв        | 3. у гр. 5       | 7,41                  | 8. у гр. 1            | Нису се квалификовале        | 21 / 62 (64)                 |        |
| Наталија Пигида      | 400 м        | 51,44        | 52,02 КВ, ЛРС  | 1. у гр. 2       | 51,98                 | 3. у гр. 1            | Нису се квалификовале        | 7 / 30 (32)                  |        |
| Наталија Лупу        | 800 м        |              | 2:01,17 кв, ЛР | 2. у гр. 1       |                       |                       | 1:59,67 ЛР                   |                              |        |
| Анжелика Шевченко    | 1.500 м      | 4:06,78 НР   | 4:12,78 Диск.  | Дисквалификована | Није се квалификовала | Није се квалификовала |                              |                              |        |
| Наталија Тобијас     | 3.000 м      | 9:02,94      | 9:01,76 КВ     | Диск.            | 9:00,78 КВ            | Диск.                 | ,                            |                              |        |
| Свитлана Шмит        | 3.000 м      | 8:41,01 НР   | 9:12,39 КВ     | 3. у гр. 1       | 9:03,99               | 9 / 20 (21)           |                              |                              |        |
| Јелисавета Бризгина  | 4 х 400 м    | 3:30,43 НР   |                |                  |                       |                       | Дисквалификована по чл.163,3 | Дисквалификована по чл.163,3 |        |
| Јулија Олишевска     | 4 х 400 м    | 3:30,43 НР   |                |                  |                       |                       | Дисквалификована по чл.163,3 | Дисквалификована по чл.163,3 |        |
| Олга Земљак          | 4 х 400 м    | 3:30,43 НР   |                |                  |                       |                       | Дисквалификована по чл.163,3 | Дисквалификована по чл.163,3 |        |
| Наталија Пигида      | 4 х 400 м    | 3:30,43 НР   |                |                  |                       |                       | Дисквалификована по чл.163,3 | Дисквалификована по чл.163,3 |        |
| Оксана Окуњева       | Скок увис    | 1,94         | 1,83           | 17.              |                       |                       | Није се квалификовала        | 12 / 18 (21)                 |        |
| Хана Шелех           | Скок мотком  | 4,60         |                |                  |                       |                       | 4,30                         | 12 / 14 (16)                 |        |
| Inna Ahkozova        | Скок удаљ    | 6,53         | 6,32           | 16.              |                       |                       | Нису се квалификовале        | 16 / 19 (20)                 |        |
| Ана Књазјева-Миненко | Троскок      | 14,31        | 13,65          | 10. у гр. Б      | 21 / 28 (30)          |                       | Нису се квалификовале        |                              |        |
| Руслана Цихотска     | Троскок      | 14,00        | 13,21          | 14. у гр. А      | 27 / 28 (30)          |                       | Нису се квалификовале        |                              |        |
| Галина Облешчук      | Бацање кугле | 18,02        | 16,39          | 16.              | 16 / 17 (18)          |                       | Нису се квалификовале        |                              |        |

Петобој
| Дисциплина   | Хана Мељниченко | Хана Мељниченко | Хана Мељниченко | Хана Мељниченко | Хана Мељниченко | Хана Мељниченко |
| Дисциплина   | Лич. рек.       | Резултат        | Бод.            | Плас.           | Укупно          | Плас.           |
| ------------ | --------------- | --------------- | --------------- | --------------- | --------------- | --------------- |
| 60 м препоне | 8,33            | 8,45            | 1.028           | 4               |                 |                 |
| Скок увис    | 1,84            | 1,84 ЛРС        | 1.029           | 6               | 2.057           | 7.              |
| Бацање кугле | 13,90           | 13,29           | 747             | 7               | 2.804           | 6.              |
| Скок удаљ    | 6,41            | 6,27            | 934             | 4               | 3.738           | 6.              |
| 800 м        | 2:14,35         | 2:15,53         | 885             | 7               |                 |                 |
| Петобој      | 4.748           |                 |                 |                 | 4.623           | 7 / 8           |

| Дисциплина   | Наталија Добринска | Наталија Добринска | Наталија Добринска | Наталија Добринска | Наталија Добринска     | Наталија Добринска |
| Дисциплина   | Лич. рек.          | Резултат           | Бод.               | Плас.              | Укупно                 | Плас.              |
| ------------ | ------------------ | ------------------ | ------------------ | ------------------ | ---------------------- | ------------------ |
| 60 м препоне | 8,33               | 8,38               | 1.044              | 3                  |                        |                    |
| Скок увис    | 1.85               | 1,84 ЛРС           | 1.029              | 5                  | 2.073                  | 4.                 |
| Бацање кугле | 17,18              | 16,51 ЛРС          | 962                | 1                  | 3.035                  | 3.                 |
| Скок удаљ    | 6,57               | 6,57 ЛРС           | 1.030              | 1                  | 4.065                  | 1.                 |
| 800 м        |                    | 2:11,15 ЛР         | 948                | 3                  |                        |                    |
| Петобој      | 4.880 НР           |                    |                    |                    | 5.013, СР, РСП, ЕР, НР |                    |